# Zell (Fulda)
Zell ist ein Stadtteil der osthessischen Stadt Fulda.

## Geographie
Der Stadtteil liegt südwestlich der Kernstadt an der Giesel. Er grenzt außerdem an die vier Orte Zirkenbach, Niederrode/Höhe und Istergiesel. 

## Geschichte
Die Ersterwähnung erfolgte um 1160. Im Jahre 1282 wurde das Dorf erstmals urkundlich genannt. 
1787 zählte es zur Fürstabtei Fulda, Centoberamt Fulda (Propstei Johannesberg). Pfarrzugehörigkeit: Tochterkirche von Johannesberg.
Mitten im Ort steht die St.-Judas-Thaddäus-Kapelle, die unter dem Johannesberger Propst Eugen von Bastheim (1755–1758) im Jahre 1757 erbaut und von Fürstbischof Adalbert II. von Walderdorff (1757–1759) geweiht wurde. Die Kapelle wurde 1937 durch den Anbau einer Sakristei an den Chor um eine Fensterachse nach Westen verlängert. In 1952 wurde der Dachreiter der Kapelle über das Eingangsportal versetzt. Durch den Ort führt der schon in vorgeschichtlicher Zeit genutzte Ortesweg, eine Altstraße. Heute wird Zell verkehrsmäßig von der Kreisstraße 101 mit der Landesstraße 3079 verbunden und erschlossen.

## Eingemeindung
Am 1. August 1972 wurde die bis dahin selbständige Gemeinde Zell im Zuge der Gebietsreform in Hessen kraft Landesgesetz in die Stadt Fulda eingegliedert.

## Einwohnerentwicklung
| • 1812: | 23 Feuerstellen, 143 Seelen |

| Zell: Einwohnerzahlen von 1812 bis 2017 | Zell: Einwohnerzahlen von 1812 bis 2017 | Zell: Einwohnerzahlen von 1812 bis 2017 | Zell: Einwohnerzahlen von 1812 bis 2017 | Zell: Einwohnerzahlen von 1812 bis 2017 |
| --- | --------------------------------------- | --------------------------------------- | --------------------------------------- | --------------------------------------- |
| Jahr |                                         |                                         |                                         | Einwohner                               |
| 1812 | 1812                                    |                                         | 143                                     | 143                                     |
| 1834 | 1834                                    |                                         | 189                                     | 189                                     |
| 1840 | 1840                                    |                                         | 174                                     | 174                                     |
| 1846 | 1846                                    |                                         | 168                                     | 168                                     |
| 1852 | 1852                                    |                                         | 166                                     | 166                                     |
| 1858 | 1858                                    |                                         | 163                                     | 163                                     |
| 1864 | 1864                                    |                                         | 169                                     | 169                                     |
| 1871 | 1871                                    |                                         | 176                                     | 176                                     |
| 1875 | 1875                                    |                                         | 166                                     | 166                                     |
| 1885 | 1885                                    |                                         | 162                                     | 162                                     |
| 1895 | 1895                                    |                                         | 158                                     | 158                                     |
| 1905 | 1905                                    |                                         | 156                                     | 156                                     |
| 1910 | 1910                                    |                                         | 159                                     | 159                                     |
| 1925 | 1925                                    |                                         | 159                                     | 159                                     |
| 1939 | 1939                                    |                                         | 141                                     | 141                                     |
| 1946 | 1946                                    |                                         | 169                                     | 169                                     |
| 1950 | 1950                                    |                                         | 179                                     | 179                                     |
| 1956 | 1956                                    |                                         | 158                                     | 158                                     |
| 1961 | 1961                                    |                                         | 150                                     | 150                                     |
| 1967 | 1967                                    |                                         | 143                                     | 143                                     |
| 1970 | 1970                                    |                                         | 128                                     | 128                                     |
| 1988 | 1988                                    |                                         | 157                                     | 157                                     |
| 2010 | 2010                                    |                                         | 264                                     | 264                                     |
| 2013 | 2013                                    |                                         | 283                                     | 283                                     |
| 2015 | 2015                                    |                                         | 272                                     | 272                                     |
| 2016 | 2016                                    |                                         | 266                                     | 266                                     |
| 2017 | 2017                                    |                                         | 270                                     | 270                                     |
| Datenquelle: Historisches Gemeindeverzeichnis für Hessen: Die Bevölkerung der Gemeinden 1834 bis 1967. Wiesbaden: Hessisches Statistisches Landesamt, 1968. Weitere Quellen: ; 2010,2012,2015: |                                         |                                         |                                         |                                         |

## Religionszugehörigkeit
Quelle: Historisches Ortslexikon
| • 1885: | 8 evangelische (= 4,94 %), 154 katholische (= 95,06 %) Einwohner |
| • 1961: | 7 evangelische (= 4,67 %), 143 katholische (= 95,33 %) Einwohner |

## Kultur und Sehenswürdigkeiten
- Die St.-Judas-Thaddäus-Kapelle wird im Volksmund auch Zeller Dom genannt.

- Das ca. fünf Hektar umfassende Moorgebiet Zeller Loch, seit 1938 Naturdenkmal, seit 2008 Fauna-Flora-Habitat.

## Verkehr

### Straße
Die Kreisstraßen 108 und 110 treffen sich im Ort.

### Bus und Bahn
Zells nächster Fern-/Regionalbahnhof ist der Bahnhof Fulda. Das Dorf hat keinen eigenen Bahnhof. Über die Straße ist Zell über die Bundesstraße 27, Ausfahrt Bronnzell, erreichbar, wenn man durch die Stadtteile Johannesberg und Zirkenbach fährt. Durch die gute Nahverkehrsstruktur in Fulda ist Zell gut mit dem Bus der Linie 7 zu erreichen (meistens stündlich). 